# Ленэнерго
ПАО "Россети Ленэне́рго" (c 1886 года — «Общество электрического освещения», с 1922 до 1924 года — «Петроток», c 1924 по 1932 год — трест «Электроток», с 1932 по 2020 год — «Ленэнерго», с 30 июля 2020 года — ПАО «Россети Ленэнерго» ) — российская распределительная сетевая компания. Основана 4 (16) июля 1886 года, когда императором Александром III был утверждён устав «Общества электрического освещения 1886 года». Дату основания компании можно назвать началом «электрической» эры России. В декабре 1917-го «Общество 1886 года» было национализировано. В 1919 году «Общество 1886 года» включено в ОГЭС – Объединение Государственных Электрических Станций. В 1922 году общество стало трестом Петроградских государственных электростанций «Петроток». В 1924 году трест «Петроток» переименовали в трест «Электроток». В 1932 году и объединение переименовывают в «Ленэнерго». В 1992 году в результате приватизации компания стала акционерным обществом «Ленэнерго». С 30 июля 2020 года переименована в ПАО «Россети Ленэнерго».
Старейшая электрическая компания России. Крупнейшая электросетевая компания Петербурга. С 2005 года, в результате реформы энергетической отрасли, основными функциями «Ленэнерго» являются передача электрической энергии по высоковольтным сетям, а также присоединение потребителей к электрическим сетям. «Ленэнерго» обеспечивает электроэнергией Санкт-Петербург и Ленинградскую область.
Штаб-квартира находится в Санкт-Петербурге.

## История

### Предыстория
Первый опыт в Петербурге применения централизованного электрического освещения вместо газового был сделан техником дворцового управления инженером Василием Пашковым для освещения залов Зимнего дворца во время рождественских и новогодних праздников 1885 года. Для его реализации 9 ноября 1885 года был утверждён проект строительства особой «фабрики электричества» с примечанием Александра III «Зимние балы 1886 года (10 января) должны освещаться электричеством полностью». Чтобы исключить нежелательную вибрацию здания во время работы паровых машин, электростанцию разместили в особом павильоне из стекла и металла во втором дворе Зимнего дворца (с тех пор называемым «электрическим»).
Занимаемая станцией площадь составляла 630 м². Она состояла из машинного отделения, где было установлено 6 котлов, 4 паровые машины и 2 локомобиля, и зала с 36 электродинамомашинами. Общая мощность электростанции составляла 445 лошадиных сил и потребляла около 30 тыс. пудов (520 т) угля в год.
Вырабатываемым электричеством освещались: Аванзал, Петровский, Большой фельдмаршальский, Гербовый и Георгиевский залы. Было предусмотрено три режима освещения:
- полное (праздничное, которое включалось пять раз в году) — включались 4888 ламп накаливания и 10 свечей Яблочкова;
- рабочее — 230 ламп накаливания;
- дежурное (ночное) — 304 лампы накаливания.

### «Общество электрического освещения 1886 года»
Датой основания Ленэнерго считается 4 (16) июля 1886 года, когда императором Александром III был утверждён устав «Общества электрического освещения 1886 года» Карла Сименса.

### ПАО «Россети Ленэнерго»
В 2005 году было произведено отделение сбытового филиала в отдельную организацию — Петербургская сбытовая компания. В 2008 году ввод в эксплуатацию четырёх новых подстанций напряжением 110 кВ, в соответствии с соглашением о взаимодействии Петербурга и РАО «ЕЭС России» по обеспечению города электроснабжением. Общая мощность этих энергообъектов превысит 500 МВА. Объём финансирования составит около 19 млрд рублей. В 2016 году открытие объединённого диспетчерского пункта юга Ленинградской области.
В 2016 году запуск первой подземной подстанции в Петербурге. В 2016 году исполнен перечень поручений Президента России В. В. Путина по регулированию деятельности и финансовому оздоровлению ПАО «Ленэнерго», ликвидированы накопленные обязательства по договорам техприсоединения. Исполнено более 47 тысяч договоров технологического присоединения. Подключено 318 социальных объектов в Петербурге, 61 социальный объект в Ленинградской области. В 2017 году запуск сети 15 электрозаправочных станций в Петербурге и Ленобласти. В 2017 году ввод в эксплуатацию подстанции 110 кВ «Гаванская» для электроснабжения станции метрополитена «Горный институт» и объектов Чемпионата мира по футболу 2018 года. В 2017 году открытие музея, посвященного энергетикам времен блокады Ленинграда. В 2017 году достигнут исторический максимум по исполнению договоров техприсоединения. Выполнены обязательства по более чем 50 тыс. договоров с заявленной мощностью порядка 848 МВт. На 2023 год компания включает в себя:
Филиалы:
- Выборгские электрические сети
- Гатчинские электрические сети
- Кабельная сеть
- Кингисеппские электрические сети
- Новоладожские электрические сети
- Южные электрические сети
- Санкт-Петербургские высоковольтные электрические сети
- Тихвинские электрические сети
- Северные электрические сети
- Дирекция строящихся объектов

Дочерние зависимые организации:
- АО «Ленэнергоспецремонт»
- АО «Энергосервисная компания Ленэнерго»

## Расположение
С 1929 года «Ленэнерго» занимало здание казарм Павловского лейб-гвардии полка. Долгое время основным офисом было здание расположенное по адресу площадь Конституции, д.1. С февраля 2022 года исполнительный аппарат организации расположен по адресу ул. Гаккелевская, д.21.

## Рейтинговые оценки
Рейтинговое агентство АКРА в 2018 году присвоило компании рейтинговую оценку AA+(RU) со стабильным прогнозом. В 2019 году рейтинг был повышен до ААА и ежегодно подтверждается на этом уровне (2022-2025). Кроме того, в 2023 году АКРА присвоило ПАО «Россети Ленэнерго» ESG-рейтинг на уровне ESG-5 (A+), а в 2024 году повысило его до ESG-3 (AA).

## Собственники и руководство
Акции Россети Ленэнерго распределены следующим образом: ПАО «Россети» владеет 68,22 %, ОАО «Межрегиональная распределительная сетевая компания Урала» 0,95 %, остальные ценные бумаги находятся в свободном обращении на Московской бирже, более 28 % акций владеет правительство Санкт-Петербурга в лице Комитета имущественных отношений.
Высшим органом управлением компании является общее собрание акционеров. В промежутках между общими собраниями руководство осуществляется Советом директоров, генеральным директором, Правлением Общества. 29 декабря 2017 года, совет директоров «Ленэнерго» принял решение прекратить действие трудового договора с директором Романом Бердниковым и с 12 января 2018 года назначить Рюмина Андрея Валерьевича генеральным директором сроком на 5 лет. 14 января 2021 года совет директоров принял решение избрать Андрея Рюмина членом правления ПАО «Россети» и назначить его исполняющим обязанности гендиректора и председателя правления с 15 января. Совет директоров «Россети Ленэнерго» одновременно проголосовал за то, чтобы исполняющим обязанности назначить первого заместителя генерального директора — главного инженера Кузьмина Игоря Анатольевич.
с 23.12.2021 советом директоров на должность генерального директора назначен Игорь Анатольевич Кузьмин.